# 船橋日大前站
船橋日大前站（日语：／ Funabashi-nichidai-mae eki */?）是一個位於千葉縣船橋市坪井東一丁目，屬於東葉高速鐵道東葉高速線的鐵路車站。車站編號是TR05。
車站月台、西口站舍的一部分跨越至習志野台。東口站舍位於坪井東三丁目。

## 歷史
- 1996年（平成8年）4月27日 - 開業[1]。

## 車站結構
2面2線對向式月台的地底車站。主要位於地下，但月台近東葉勝田台一端位於地面。

### 月台配置
| 月台 | 路線       | 方向 | 目的地           |
| ---- | ---------- | ---- | ---------------- |
| 1    | 東葉高速線 | 下行 | 東葉勝田台方向   |
| 2    | 東葉高速線 | 上行 | 西船橋、中野方向 |

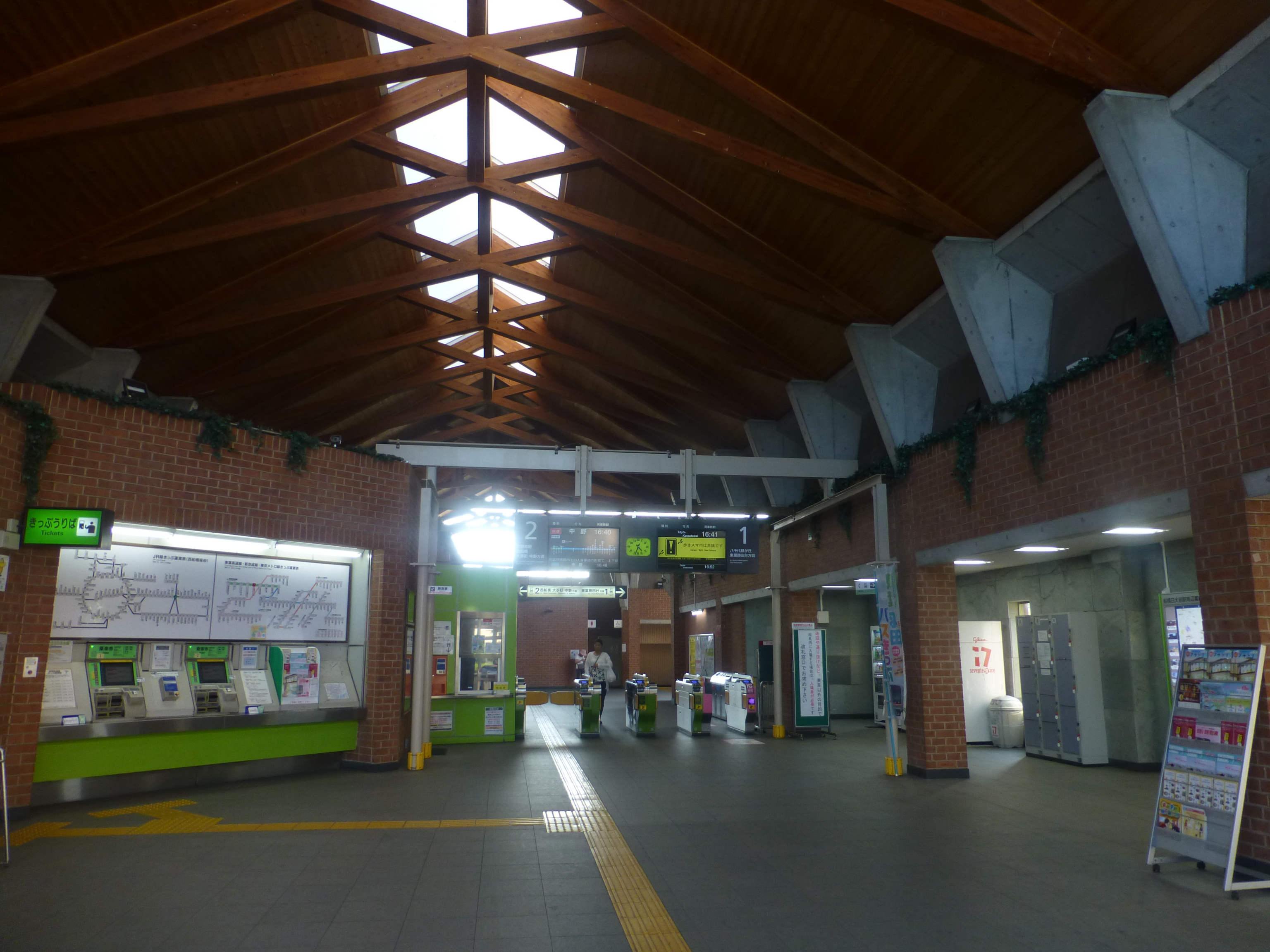
東閘口（2016年7月11日）
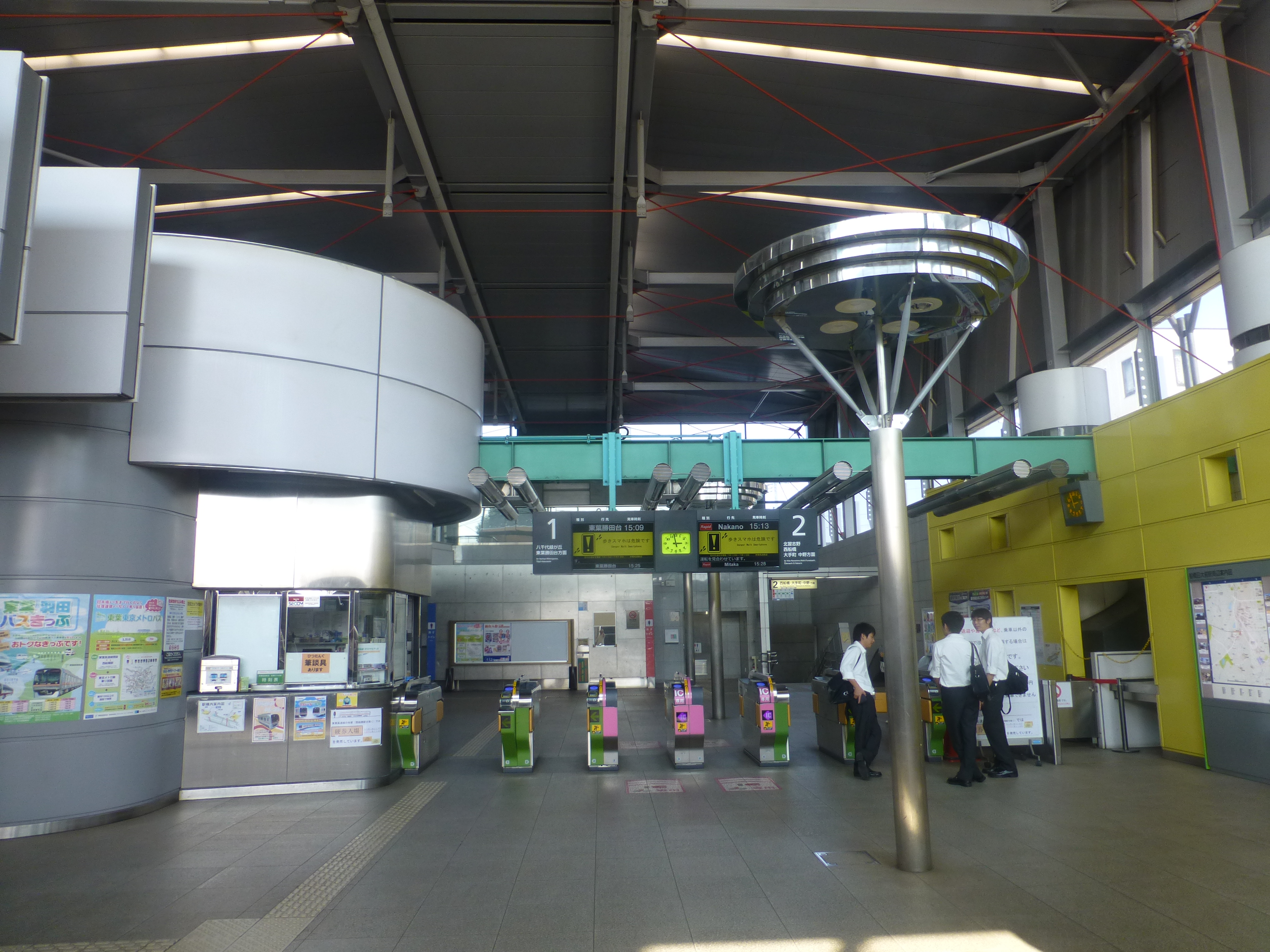
西閘口（2016年7月11日）

## 使用情況
2015年度的一日平均上車人次為9,294人。
近年的1日平均上車人次的推移如下表。
| 年度   | 東葉高速鐵道 |
| ------ | ------------ |
| 1998年 | 5,389        |
| 1999年 | 5,575        |
| 2000年 | 5,396        |
| 2001年 | 5,412        |
| 2002年 | 5,374        |
| 2003年 | 5,049        |
| 2004年 | 5,127        |
| 2005年 | 5,396        |
| 2006年 | 5,686        |
| 2007年 | 6,382        |
| 2008年 | 6,077        |
| 2009年 | 6,731        |
| 2010年 | 7,115        |
| 2011年 | 7,390        |
| 2012年 | 7,910        |
| 2013年 | 8,343        |

## 相鄰車站
東葉高速鐵道
 東葉高速線（東葉高速線內所有列車各站停車）
北習志野（TR04）－船橋日大前（TR05）－八千代綠丘（TR06）

## 外部連結
- 船橋日大前站 （页面存档备份，存于） - 東葉高速鐵道